# Acanthagrion abunae
Acanthagrion abunae – gatunek ważki z rodziny łątkowatych (Coenagrionidae). Występuje w Ameryce Południowej; został odnotowany na rozproszonych stanowiskach w Gujanie, Kolumbii, Brazylii i Paragwaju.
Gatunek ten opisał w 1977 roku Justin W. Leonard. Holotyp to samiec odłowiony w marcu 1922 roku w Abunã w stanie Rondônia w Brazylii; alotyp to samica odłowiona w tym samym miejscu i czasie. Autor przebadał łącznie 151 okazów muzealnych – 119 samców i 32 samice – odłowionych w latach 1911–1922 na różnych stanowiskach w trzech krajach.